# Товмачик
Товма́чик (укр. Товмачик) — село в Коломыйской общине Коломыйского района Ивано-Франковской области Украины.
Население по переписи 2001 года составляло 1746 человек. Занимает площадь 22,263 км². Почтовый индекс — 78250. Телефонный код — 03433.